# Cees Zweistra
Cees Zweistra (1986) is een Nederlandse filosoof, auteur en docent, die promoveerde met een proefschrift over de invloed van de digitale technologie op de menselijke identiteit en intermenselijke relaties.

## Levensloop
Zweistra studeerde rechtsgeleerdheid en filosofie aan de Universiteit Utrecht en de University of East London. Hij was werkzaam als zelfstandig gevestigd jurist. Sinds 2016 organiseert hij, in samenwerking met de stichting Centre Erasme, cursussen en lezingen. Samen met Allard Amelink maakt hij de filosofische podcast ‘Podcast Filosofie’.
In 2019 promoveerde hij aan de Technische Universiteit Delft op een technisch-filosofisch proefschrift over de impact van technologie op de menselijke eigenheid en intermenselijke relaties.

## Werk
Zweistra publiceerde twee boeken. In Verkeerd verbonden (2021) beschrijft hij hoe het gebruik van sociale media mensen eenzaam maakt. Volgens NRC Handelsblad laat Zweistra met dit boek zien hoe de moderne, geseculariseerde mens zich achter gadgets verschuilt, en de echte confrontatie met zijn medemens uit de weg gaat (escapisme).
In zijn tweede boek Waarheidszoekers (2021) gaat Zweistra op zoek naar de oorsprong van het 'nieuwe' complotdenken, dat hij onderscheidt van de 'klassieke' complotdenkers. Bij de opkomst van het nieuwe, volgens Zweistra nihilistische, complotdenken speelt de digitale internet-technologie een grote rol. Hij gaat in zijn tweede boek in tegen het idee dat deze nieuwe generatie complotdenkers aanspreekbaar zou zijn op haar gedachtegoed. Dat is ze volgens Zweistra niet, het gaat hier volgens hem om een nieuw, nihilistisch geloof: “ze zijn niet dom, ze zijn niet ongeïnformeerd, ze zijn kwaadaardig”, aldus Zweistra tegenover Trouw.